# Багамская кухня
Багамская кухня является национальной кухней жителей Багамских островов. Её основные ингредиенты, это морепродукты, такие как рыба, моллюски, омары, крабы и морские улитки, а также тропические фрукты, рис, горох, голубиный горох и свинина. Популярные приправы, обычно используемые в блюдах, включают перец чили (острый перец), лайм, помидоры, лук, чеснок, душистый перец, имбирь, корицу, ром и кокос. На островах популярны напитки на основе рома. Поскольку Багамские острова состоят из множества островов, существуют заметные кулинарные вариации.
Багамская кухня в некоторой степени связана с кухней Юга США, в ней есть общие блюда, такие как fish 'n' grits («рыба с кашей»). Большая часть багамских продуктов питания импортируется. Предлагается интернациональная кухня, особенно в отелях.
Багамская кухня представлена на многих крупных фестивалях, включая День независимости 10 июля (во время которого жители готовят специальные блюда, такие как десерт дафф из гуавы), День Фокс-Хилл (второй вторник августа) и День эмансипации. В некоторых поселениях проводятся фестивали, связанные с традиционными урожаями или едой этой области, например, Фестиваль ананасов в Грегори-Тауне, о.Эльютера.
Багамские традиции и еда были экспортированы эмигрантами в другие страны, в частности, в штат Флорида, США.

## Напитки
Фруктовые соки, в том числе кокосовая вода, часто используются для приготовления напитков. Switcha — это «лимонад», приготовленный из местного лайма. Goombay Punch — это сильно подслащенный безалкогольный напиток промышленного производства. Он отличается от алкогольного Goombay Smash. Triple B — безалкогольный солодовый напиток, производимый багамской пивоварней.
Алкогольные напитки включают ром, который иногда добавляют в кокосовый орех для получения кокосового рома. Ром также используется в коктейлях, таких как ромовый пунш. Sky juice — напиток, состоящий из кокосовой воды, смешанной со сгущенным молоком и джином. Yellow Bird, Bahama Mama, Goombay Smash и Planter’s Punch — популярные местные напитки. Nassau Royale — багамский ликер, из которого делают CC Rider. Багамская пивоварня производит различные сорта пива, в том числе: Sands, Bush Crack, High Rock (названный в честь географического объекта: High Rock) и Strong Back. Kalik — багамский бренд пива.

## Супы
Багамцы любят множество супов, популярных на Карибах, включая супы или тушеные блюда из морских улиток, тушеную рыбу и гороховый суп (приготовленный с ветчиной). Горох используется в различных супах, в том числе в супе с дамплингами и соленой говядиной. «Соус» — это суп, который обычно готовят из курицы, лайма, картофеля и перца, а если он готовится из рыбы, его называют вареной рыбой. Эти супы обычно подают с кукурузной лепешкой (johnnycake) или кукурузной кашей (grits), часто на завтрак или в качестве еды от похмелья.
Черепаховый суп когда-то был основой питания, однако затем черепахи оказались под угрозой исчезновения.

## Морепродукты
Морепродукты являются основным продуктом питания на Багамах. Conch или морская улитка, крупный тропический моллюск с твердой белой мякотью, является национальным блюдом Багамских островов. Её можно приготовить разными способами: подавать в сыром виде с соком лайма, сырыми овощами и даже фруктами, называемыми салатом из раковин. Можно готовить на пару, тушить, жарить во фритюре (cracked conch, «треснутая раковина» или conch fritter, «оладьи из морских улиток»), использовать в супах (особенно в супе из раковин) или подавать в салатах. Другими популярными морепродуктами являются крабы (в том числе флоридский каменный краб), которого часто подают запеченным, или другое блюдо, называемое crab fat and dough. Колючий омар без клешней, также известный как каменный омар и иногда называемый раком. Групера часто подают жареным, тушеным, приготовленным на гриле или, что более традиционно, вареным и подается с кукурузной кашей или джонни-кейк. Альбулу, в большом количестве встречающуюся в водах Багамских островов, подают запеченной.
Рыбу можно подавать в стиле эскабече со смесью сока лайма или уксуса с приправами. В эскабече сначала готовят рыбу, что отличает её от севиче, готовящееся аналогичным образом. «Тушеная рыба» (stewed fish) — способ приготовления рыбы с сельдереем, луком, картофелем, помидорами и специями.

## Мясо
Популярные мясные блюда готовятся из курицы, свинины и козлятины (баранины). На игуану по-прежнему охотятся и едят, особенно на отдаленных островах, хотя некоторые виды, такие как скальная игуана Северных Багамских островов, находятся под угрозой исчезновения.
Недорогое блюдо, известное среди местных жителей как «Пожарная машина» (Fire Engine), состоит из приготовленной на пару консервированной солонины, подаваемой либо с кашей, либо с белым рисом.

## Гарниры
Багамские гарниры, распространенные на американском Юге, включают кукурузную кашу, запеченные макароны с сыром, салат коулслоу, картофельный салат, вареные овощи и джонни-кейк. Другие более традиционные карибские блюда включают голубиный горох, жареный плантан, рис и горох и хлеб из маниоки. Также подают соленую свинину.

## Приправы
Багамские блюда часто приправляют соусом Old Sour (изготавливается из выдержанной, ферментированной смеси сока лайма и соли), особенно рыбные блюда.

## Фрукты
Багамская кухня включает в себя множество тропических фруктов. Гуаву используют для приготовления десерта Дафф. Популярно мороженое, в том числе с фруктовыми вкусами, например, сметанное яблоко. Едят пудинги, в том числе пудинг из саподиллы. Папайя (называемая pawpaw или дынным деревом) — самый известный багамский фрукт, который используется для приготовления десертов, чатни, мармелада «Гумбей» (приготовленного из папайи, ананаса и зеленого имбиря) или просто свежей на завтрак. Папайя также используется в качестве размягчителя мяса, и в тропических напитках, таких как Bahama Mama. Также выращивают дыни, ананасы, маракуйю и манго.

## Десерты
Багамцы любят разнообразные десерты, в том числе тарты (кокосовые и ананасовые), дафф (готовится из фруктов, особенно гуавы, в тесте), хлебный пудинг, ромовый кекс и пудинг из кукурузной муки. Фруктовый пирог едят во время рождественских праздников. Печенье Бенни из кунжута и арахисовый торт также являются фаворитами багамцев.